# The Funnies

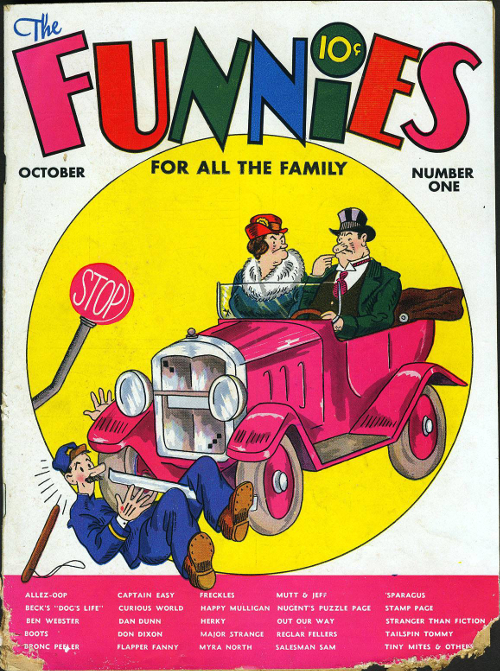
Couverture du premier numéro de The Funnies édité par Dell Comics daté d'octobre 1936.

The Funnies (La Bande dessinée) est le nom de deux périodes de bande dessinée américains publiés par Dell Publishing. Le premier, grande revue au format tabloïd précurseur des comic books, connut 36 numéros en 1929-1930. Le second, un comic book de plein droit, en connut 288 entre 1936 et 1962, 65 sous ce nom jusqu'en 1942 et les autres sous le titre New Funnies.